# آبشار بلوم بیسین
آبشار بلوم بیسین (به انگلیسی: Blum Basin Falls) آبشاری است که در پارک ملی کسکیدز شمالی، ایالت واشینگتن، ایالات متحده آمریکا واقع شده و ارتفاع کلی ریزشگاه آن ۱٬۶۸۰ فوت (۵۱۰ متر) است.